# Eleccions regionals franceses de 2010 a Iparralde
Les eleccions regionals franceses de 2010 es van celebrar en dues voltes els dies 14 i 21 de març per renovar els 26 consells regionals de tot l'Estat francès. La ciutadania d'Iparralde (administrativament dins dels Pirineus Atlàntics) va votar doncs, per escollir representants al Consell Regional d'Aquitània, regió a la qual pertany. La participació electoral a Iparralde va ser lleugerament inferior a la de la resta d'Aquitània (entre 2 i 3 punts). Per altra banda l'esquerra abertzale basca que va presentar en un primer moment la candidatura d'Euskal Herria Bai va optar després per demanar un vot de protesta mitjançant el vot nul.
Els resultats per territoris van ser:

## Lapurdi
Primera volta (14 de març)
La participació va ser del 46,42% i es van registrar un 6,31% de vots blancs i nuls.
| Cap de llista     | Partit/s                                | Vots   | Percentatge |
| ----------------- | --------------------------------------- | ------ | ----------- |
| Alain Rousset     | Partit Socialista (PS)                  | 20.590 | 26,57       |
| Xavier Darcos     | Majoria Presidencial                    | 19.038 | 24,56       |
| Jean Lassalle     | Moviment Demòcrata (MoDem)              | 9.941  | 12,83       |
| Monique de Marco  | Europe Écologie (Els Verds, EA i el PO) | 9.896  | 12,77       |
| Jean Tellechea    | Partit Nacionalista Basc (EAJ-PNB)      | 5.040  | 6,50        |
| Jacques Colombier | Front Nacional (FN)                     | 4.561  | 5,88        |
| Gérard Boulanger  | Front d'Esquerra (FG)                   | 3.572  | 4,61        |
| Philippe Poutou   | Nou Partit Anticapitalista (NPA)        | 2.249  | 2,90        |
| Michel Chretien   | Aliança Ecologista Independent (AEI)    | 2.021  | 2,61        |
| Nelly Malaty      | Lluita Obrera (LO)                      | 556    | 0,72        |
| Xabi Larralde     | Euskal Herria Bai (EHBai)               | 42     | 0,05        |

Segona volta (21 de març)
La participació va ser del 48,79% i es van registrar un 6,99% de vots blancs i nuls.
| Cap de llista | Partit/s                   | Vots   | Percentatge |
| ------------- | -------------------------- | ------ | ----------- |
| Alain Rousset | PS, Europe Écologie i FG   | 38.029 | 47,03       |
| Xavier Darcos | Majoria Presidencial       | 25.695 | 31,78       |
| Jean Lassalle | Moviment Demòcrata (MoDem) | 17.134 | 21,19       |

## Baixa Navarra
Primera volta (14 de març)
La participació va ser del 53,04% i es van registrar un 11,33% de vots blancs i nuls.
| Cap de llista     | Partit/s                                | Vots  | Percentatge |
| ----------------- | --------------------------------------- | ----- | ----------- |
| Jean Lassalle     | Moviment Demòcrata (MoDem)              | 3.987 | 33,95       |
| Alain Rousset     | Partit Socialista (PS)                  | 2.458 | 20,93       |
| Xavier Darcos     | Majoria Presidencial                    | 2.059 | 17,53       |
| Monique de Marco  | Europe Écologie (Els Verds, EA i el PO) | 1.107 | 9,42        |
| Jean Tellechea    | Partit Nacionalista Basc (EAJ-PNB)      | 962   | 8,19        |
| Jacques Colombier | Front Nacional (FN)                     | 429   | 3,65        |
| Philippe Poutou   | Nou Partit Anticapitalista (NPA)        | 231   | 1,97        |
| Gérard Boulanger  | Front d'Esquerra (FG)                   | 206   | 1,75        |
| Michel Chretien   | Aliança Ecologista Independent (AEI)    | 150   | 1,28        |
| Xabi Larralde     | Euskal Herria Bai (EHBai)               | 83    | 0,71        |
| Nelly Malaty      | Lluita Obrera (LO)                      | 73    | 0,62        |

Segona volta (21 de març)
La participació va ser del 54,31% i es van registrar un 7,34% de vots blancs i nuls.
| Cap de llista | Partit/s                   | Vots  | Percentatge |
| ------------- | -------------------------- | ----- | ----------- |
| Jean Lassalle | Moviment Demòcrata (MoDem) | 5.387 | 42,86       |
| Alain Rousset | PS, Europe Écologie i FG   | 4.471 | 35,58       |
| Xavier Darcos | Majoria Presidencial       | 2.710 | 21,56       |

## Zuberoa
Primera volta (14 de març)
La participació va ser del 55,71% i es van registrar un 7,79% de vots blancs i nuls.
| Cap de llista     | Partit/s                                | Vots  | Percentatge |
| ----------------- | --------------------------------------- | ----- | ----------- |
| Alain Rousset     | Partit Socialista (PS)                  | 2.035 | 30,55       |
| Jean Lassalle     | Moviment Demòcrata (MoDem)              | 1.890 | 28,37       |
| Xavier Darcos     | Majoria Presidencial                    | 1.000 | 15,01       |
| Gérard Boulanger  | Front d'Esquerra (FG)                   | 526   | 7,90        |
| Monique de Marco  | Europe Écologie (Els Verds, EA i el PO) | 365   | 5,48        |
| Jean Tellechea    | Partit Nacionalista Basc (EAJ-PNB)      | 317   | 4,76        |
| Jacques Colombier | Front Nacional (FN)                     | 198   | 2,97        |
| Philippe Poutou   | Nou Partit Anticapitalista (NPA)        | 175   | 2,63        |
| Michel Chretien   | Aliança Ecologista Independent (AEI)    | 66    | 0,99        |
| Xabi Larralde     | Euskal Herria Bai (EHBai)               | 54    | 0,81        |
| Nelly Malaty      | Lluita Obrera (LO)                      | 35    | 0,53        |

Segona volta (21 de març)
La participació va ser del 57,16% i es van registrar un 6,30% de vots blancs i nuls.
| Cap de llista | Partit/s                   | Vots  | Percentatge |
| ------------- | -------------------------- | ----- | ----------- |
| Alain Rousset | PS, Europe Écologie i FG   | 3.273 | 47,14       |
| Jean Lassalle | Moviment Demòcrata (MoDem) | 2.373 | 34,17       |
| Xavier Darcos | Majoria Presidencial       | 1.298 | 18,69       |

## Conjunt d'Iparralde(els tres territoris)
Primera volta (14 de març)
La participació va ser del 47,75% i es van registrar un 7,05% de vots blancs i nuls.
| Cap de llista     | Partit/s                                | Vots   | Percentatge |
| ----------------- | --------------------------------------- | ------ | ----------- |
| Alain Rousset     | Partit Socialista (PS)                  | 25.083 | 26,15       |
| Xavier Darcos     | Majoria Presidencial                    | 22.097 | 23,04       |
| Jean Lassalle     | Moviment Demòcrata (MoDem)              | 15.818 | 16,49       |
| Monique de Marco  | Europe Écologie (Els Verds, EA i el PO) | 11.368 | 11,85       |
| Jean Tellechea    | Partit Nacionalista Basc (EAJ-PNB)      | 6.319  | 6,59        |
| Jacques Colombier | Front Nacional (FN)                     | 5.188  | 5,41        |
| Gérard Boulanger  | Front d'Esquerra (FG)                   | 4.304  | 4,49        |
| Philippe Poutou   | Nou Partit Anticapitalista (NPA)        | 2.655  | 2,77        |
| Michel Chretien   | Aliança Ecologista Independent (AEI)    | 2.237  | 2,33        |
| Nelly Malaty      | Lluita Obrera (LO)                      | 664    | 0,69        |
| Xabi Larralde     | Euskal Herria Bai (EHBai)               | 179    | 0,19        |

Segona volta (21 de març)
La participació va ser del 49,93% i es van registrar un 6,99% de vots blancs i nuls.
| Cap de llista | Partit/s                   | Vots   | Percentatge |
| ------------- | -------------------------- | ------ | ----------- |
| Alain Rousset | PS, Europe Écologie i FG   | 45.773 | 45,61       |
| Xavier Darcos | Majoria Presidencial       | 29.703 | 29,59       |
| Jean Lassalle | Moviment Demòcrata (MoDem) | 24.894 | 24,80       |